# Bahía de Morecambe

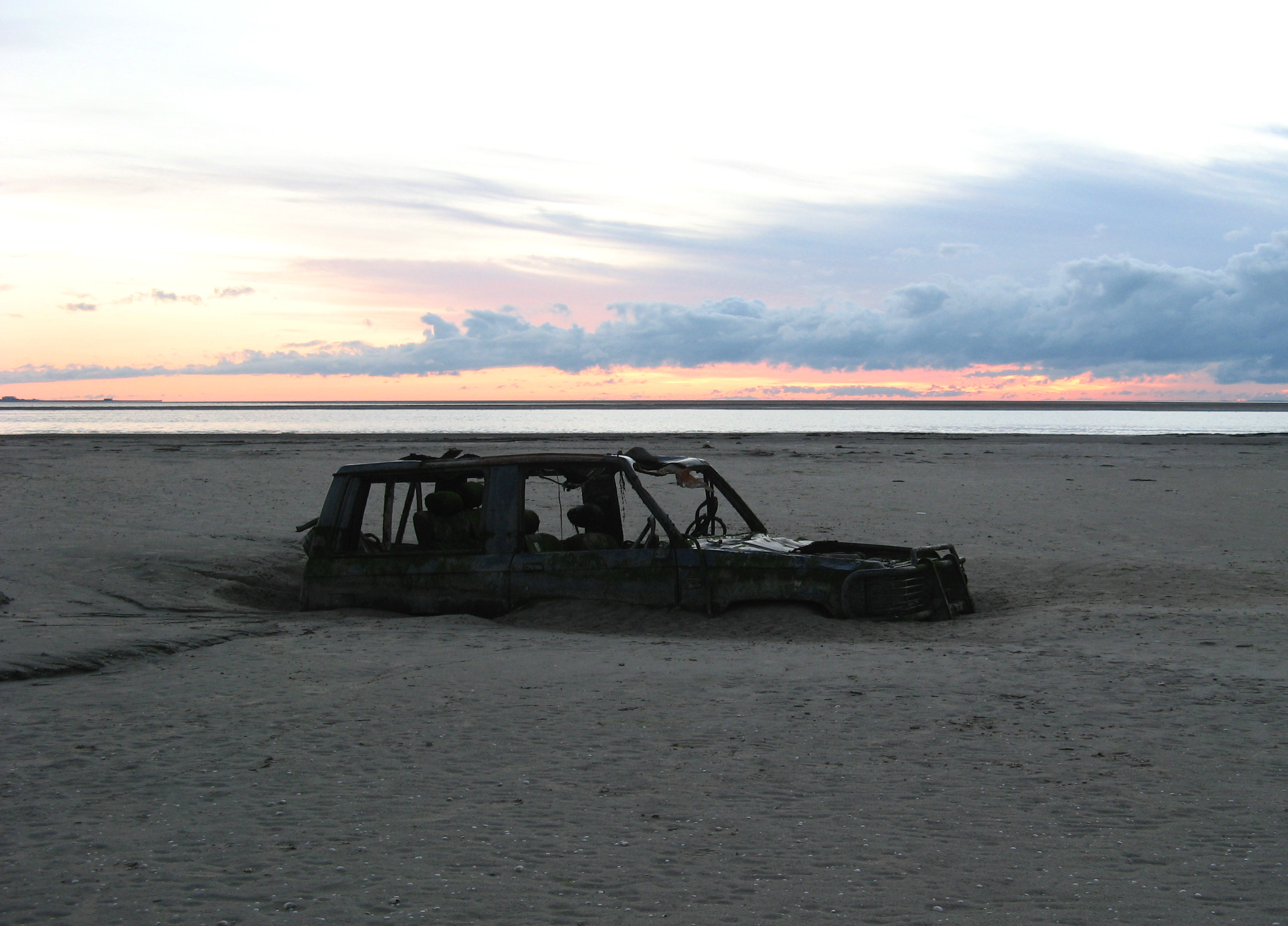
Coche abandonado en la bahía de Morecambe, 400 metros sobre la orilla.

La bahía de Morecambe (del inglés: Morecambe Bay) es una gran bahía en el noroeste de Inglaterra, casi al este de la isla de Man y justo al sur del parque nacional del Distrito de los Lagos. Es la más grande expansión de llanuras de mareas y arena en el Reino Unido, abarcando una zona total de 310 km².
Los ríos Leven, Kent, Keer, Lune y Wyre desembocan en la bahía, con sus diversos estuarios haciendo un número de penínsulas dentro de la bahía, como cabo Humphrey. Gran parte de la tierra alrededor de la tierra de la bahía es reclamada, formando marismas salobres usados en agricultura. La bahía de Morecambe es también un importante lugar de vida salvaje, con una abundancia de aves y varios hábitats marinos, y hay un observatorio de aves en la isla Walney.
La bahía también es célebre por sus arenas movedizas y marea que se mueven rápidamente (se dice que la marea puede venir "tan rápido como puede correr un caballo"). Es particularmente triste debido al desastre de 2004 en el que 21 inmigrantes ilegales se hundieron debido a la marea.